# Lac la Ronge
Der Lac la Ronge ist ein abflussregulierter See in der kanadischen Provinz Saskatchewan.

## Lage
Der See liegt etwa 250 km nördlich von Prince Albert am Rande des Kanadischen Schildes. La Ronge, Air Ronge und die Lac La Ronge First Nation befinden sich am Westufer des Sees. 
Der See ist glazialen Ursprungs. Durch Errichtung eines Staudamms wird der Wasserspiegel und Abfluss des Sees reguliert.
Die Wasserfläche beträgt 1333 km², einschließlich Inseln sind es 1413 km².
Der See ist ein beliebtes Ausflugsziel. Freizeitaktivitäten wie Angeln, Bootfahren, Kanufahren, Wandern oder Camping sind hier möglich. Der Lac La Ronge Provincial Park erstreckt sich entlang dem Ostufer des Sees.
Der Staudamm Lac la Ronge Dam wurde 1966 am Rapid River errichtet mit dem Ziel, den Wasserspiegel des Sees zu regulieren.
Der Damm hat eine Höhe von 3,1 m und umfasst 4 Stautore. 
Der Damm wurde 2007 erneuert und es wurde eine Fischleiter angelegt.
Der Highway 2 passiert den See an dessen Westufer und endet bei La Ronge.
Rapid River durchfließt den östlich gelegenen Iskwatikan Lake und passiert die Nistowiak Falls, um nach etwa 15 km in den Churchill River zu münden.

## Seefauna
Folgende Fischarten kommen im See vor: Glasaugenbarsch, Kanadischer Zander, Amerikanischer Flussbarsch, Hecht, Amerikanischer Seesaibling, Heringsmaräne, Coregonus, Quappe, die Saugkarpfen Catostomus catostomus und Catostomus commersonii.